# Páhi
Páhi este un sat în districtul Kiskőrös, județul Bács-Kiskun, Ungaria, având o populație de 1.211 locuitori (2011). 

## Demografie
Componența etnică a satului Páhi
     Maghiari (98,72%)
     Necunoscut (0,34%)
     Alții (0,94%)
Componența confesională a satului Páhi
     Luterani (8,42%)
     Reformați (5,7%)
     Fără religie (3,96%)
     Necunoscută (81,26%)
     Atei (0,66%)
     Alte religii (0,58%)
Conform recensământului din 2011, satul Páhi avea 1.211 locuitori. Din punct de vedere etnic, majoritatea locuitorilor (98,72%) erau maghiari. Apartenența etnică nu este cunoscută în cazul a 0,34% din locuitori. Nu există o religie majoritară, locuitorii fiind luterani (8,42%), reformați (5,7%) și persoane fără religie (3,96%). Pentru 81,26% din locuitori nu este cunoscută apartenența confesională.